# Биловице-Лутотин
Биловице-Лутотин (чеш. Bílovice-Lutotín) је насељено мјесто са административним статусом сеоске општине (чеш. obec) у округу Простјејов, у Оломоуцком крају, Чешка Република.

## Становништво
Према подацима о броју становника из 2014. године насеље је имало 516 становника.